# Dolmányos gyümölcsrigó
A dolmányos gyümölcsrigó (Pitohui dichrous) a madarak (Aves) osztályának a verébalakúak (Passeriformes) rendjébe, ezen belül a sárgarigófélék (Oriolidae) családjába tartozó faj.

## Rendszerezése
A fajt Charles Lucien Jules Laurent Bonaparte francia ornitológus írta le 1863-ban.

## Előfordulása
Új-Guinea szigetén, Indonézia és Pápua Új-Guinea területén honos. Természetes élőhelyei a szubtrópusi és trópusi síkvidéki és hegyi esőerdő, valamint száraz erdő. Állandó, nem vonuló faj.

## Megjelenése
Testhossza 23 centiméter, testtömege 67-76 gramm. Dolmánya, feje, szárnya és a farka fekete, a többi része rikító narancssárga. Erős, fekete csőre van. Testfelépítése hasonlít a valódi rigókhoz, de semmi köze hozzájuk, ugyanis a sárgarigókhoz tartozik.

## Életmódja
Ez a madár a kevés madarat tartalmazó mérgező madarak csoportjába tartozik. Tolla, izomzata és teste ugyanis erős idegmérget tartalmaz, méghozzá homobatrachotoxint. Ezért a madárral való érintkezés erős zsibbadást, szúró érzést és bőrbeidegzési zavart okoz. A madár elfogyasztása pedig halált is okozhat. Mérgező bogarakat és más mérgező állatokat fogyaszt, amire a faj immunis, ezért ezeknek az állatoknak a mérgei beszivárognak a madár tollaiba és testébe. Gyümölcsöt is fogyaszt.

## Természetvédelmi helyzete
Az elterjedési területe rendkívül nagy, egyedszáma pedig stabil. A Természetvédelmi Világszövetség Vörös listáján nem fenyegetett fajként szerepel.